# Jimmy Casper
Jimmy Casper, francoski kolesar, * 28. maj 1978, Montdidier, Somme, Francija.
Casper je profesionalec od leta 1998. Doslej je bil član dveh moštev - Française des Jeuxa in Cofidisa. Predvsem zaradi štirih etapnih zmag na Dirki po Nemčiji je veljal za enega najbolj nadarjenih sprinterjev svoje generacije, toda nadaljevanje njegove kariere ni bilo tako uspešno, med drugim je bil v letih 2001 in 2005 zadnji v skupnem vrstnem redu Tour de Francea, nosilec t. i. rdeče laterne.
Casper meri 1,75 m in tehta 68 kg.

## Največji uspehi
| Uvrstitev | Vrsta dirke                 | Sezona | Država   |
| --------- | --------------------------- | ------ | -------- |
| 1. mesto  | 1. etapa na Tour de Franceu | 2006   | Francija |
| 1. mesto  | 4 etape na Dirki po Nemčiji | 1999   | Nemčija  |
| 1. mesto  | Tour de Picardie            | 2006   | Francija |
| 5. mesto  | Gent-Wevelgem               | 2004   | Belgija  |